# Сант'Андреа ди Фођа (Ђенова)
Сант'Андреа ди Фођа је насеље у Италији у округу Ђенова, региону Лигурија.
Према процени из 2011. у насељу је живело 200 становника. Насеље се налази на надморској висини од 141 м.